# Zimbabue en los Juegos Paralímpicos de Tokio 2020
Zimbabue estuvo representado en los Juegos Paralímpicos de Tokio 2020 por dos deportistas femeninas. El equipo paralímpico zimbabuense no obtuvo ninguna medalla en estos Juegos.